# Servet Çetin
Servet Çetin, född 17 mars 1981 är en turkisk landslagsman i fotboll. Han fick sitt smeknamn "ayıboğan", som betyder "björndräparen", tack vare sin längd och styrka. Çetin har även representerat Kartalspor, Göztepe, Denizlispor, Fenerbahçe och Sivasspor innan han anslöt till Galatasaray säsongen 2007-2008. Han spelar nu för Mersin İdmanyurdu SK.
Hans position är mittback.

## Meriter
Fenerbahçe
- Süper Lig: 2004, 2005

Galatasaray
- Süper Lig: 2008, 2012
- Turkiska Supercupen: 2008

Turkiet
- Confederations Cup
  - Brons: 2003